# Puck Oversloot
Puck Oversloot, née le 22 mai 1914 à Rotterdam et morte le 7 janvier 2009 dans la même ville, est une nageuse néerlandaise.

## Carrière
Puck Oversloot participe aux Jeux olympiques d'été de 1932 à Los Angeles et remporte la médaille d'argent dans l'épreuve du 4 × 100 m nage libre avec Willy den Ouden, Corrie Laddé et Marie Vierdag.

## Palmarès

### Championnats d'Europe
- Championnats d'Europe 1934 à Magdebourg ( Reich allemand) :
  -  médaille de bronze du 100 m dos.